# لوكا لويس
لوكا لويس (بالإنجليزية: Luca Lewis)‏ هو لاعب كرة قدم أمريكي في مركز حراسة المرمى، ولد في 22 فبراير 2001 في نيويورك في الولايات المتحدة.